# ステフォン・ディグス
ステフォン・マーショーン・ディグス（Stefon Mar'sean Diggs, 1993年11月29日 - ）は、アメリカ合衆国バージニア州アレクサンドリア出身のプロアメリカンフットボール選手。NFLのニューイングランド・ペイトリオッツに所属している。ポジションはワイドレシーバー。

## 大学時代
メリーランド州のカレッジパークにあるメリーランド大学に入学し、2012年から 2014年までプレーした。

### 1年生シーズン (2012年)

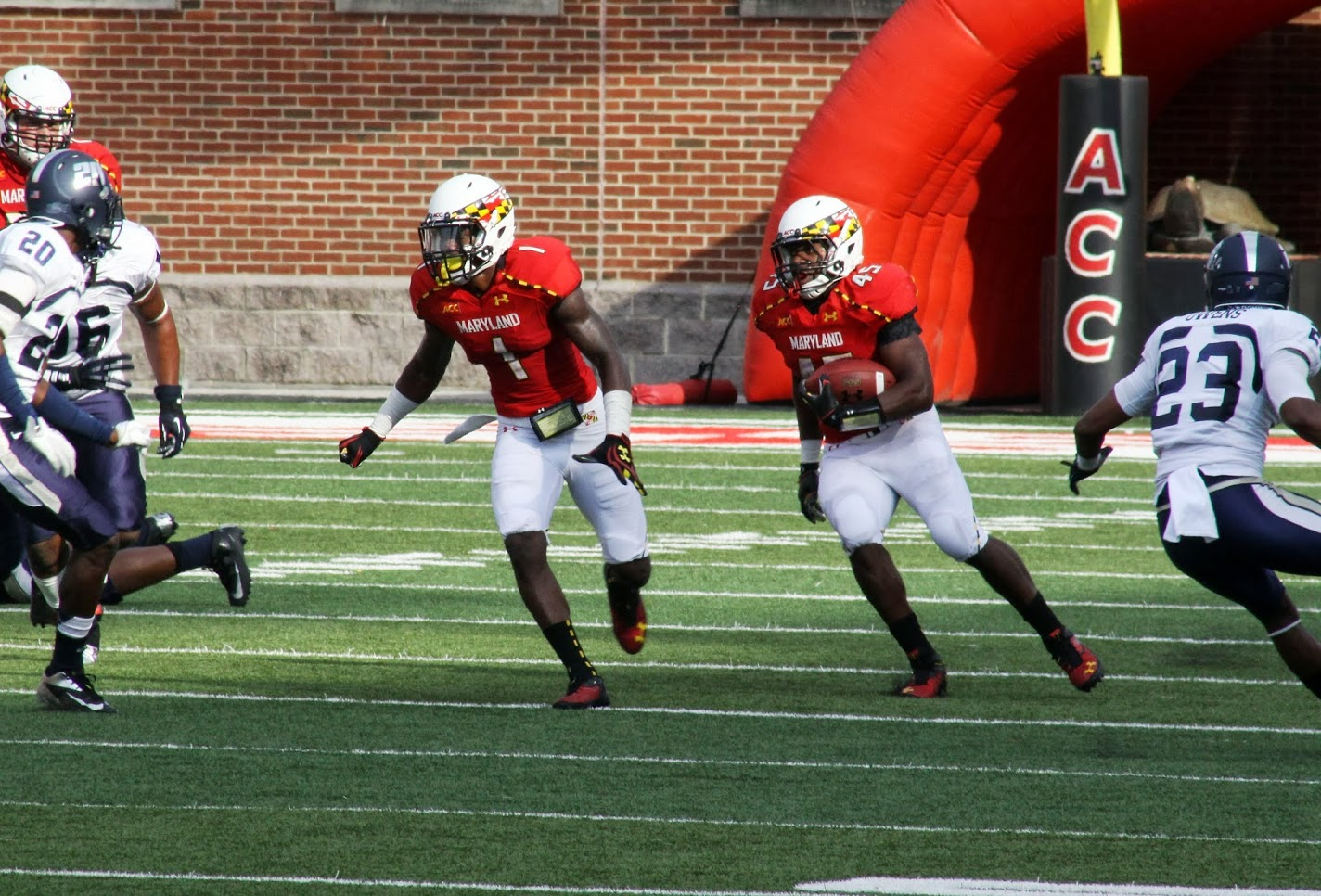
ディグス (左) は、ブランドン・ロスのランニングバックの走る道を開けるためブロックをしている

1年生シーズンの2012年に、12試合のうち11試合にワイドレシーバー及びスペシャルチームとして出場した。1試合の欠場は、足首の怪我によるものだった。その年には、アトランティック・コースト・カンファレンスで2位、1試合あたり172.4ヤードのラン・パス獲得ヤードで全国で8位にランクインし、1,896ヤードのラン・パス獲得ヤードは学校史上2番目に多く、これは2009年に2,192ヤードを記録したトーリー・スミスに次ぐものだった。また、レシーブ獲得ヤード（1試合あたり77.1ヤード）でカンファレンス5位、キックリターン平均 (28.5ヤード) で2位、パントリターン平均 (10.0ヤード) で5位の成績を残した。キャッチ数（54）、レシーブ獲得ヤード（848）、タッチダウンレシーブ（6）はチーム首位だった。ウェストバージニア大学戦では、3回のキャッチで113ヤードと2タッチダウン、3回のキックオフリターンで63ヤード、4回のパントリターンで25ヤードを含む合計201ヤードを記録した後、ACC週間最優秀新人賞を受賞した。ウェイクフォレスト大学戦では、5回のキャッチで105ヤードを記録し、2試合連続の100ヤード越えのレシーブゲームを記録し、その試合の活躍で再びACC週間最優秀新人賞に選ばれた。バージニア大学戦では、4回のキャッチで89ヤード (60ヤードのロングゲイン含む) で 、3回のキックオフリターンで147ヤード (100 ヤードのリターンタッチダウン含む) の、合計239ヤードを記録し、ACC週間最優秀スペシャルチーム賞を獲得した。その後、シーズン最高の11回のキャッチで合計152ヤードを記録し、3度目のACC週間最優秀新人賞を獲得した。シーズン終了後、ACC年間最優秀新人賞の投票で、マイアミ大学のデューク・ジョンソンに次いで2位となった。

### 2年生シーズン (2013年)
2013年の2年生シーズンでは、ディグスはウェイクフォレスト大学戦でシーズン終了の怪我を負った後、シーズンの最後の6試合を欠場し、わずか7試合しかプレーしていないのにもかかわらず、メディアとコーチによるオール・ACCの有力候補だった。ディグスの2年生シーズンのハイライトプレーは、オールドドミニオン大学戦でキャリア最高の179ヤードのレシーブと1タッチダウンを記録し、ACC・レシーバー・オブ・ザ・ウィークを獲得した。彼は 110 レシーブ ヤードを獲得し、コネチカットに対して 1 回のタッチダウンを記録しました。 ウェイクフォレスト大学戦で、ディグスは右腓骨を骨折し、シーズン終了となった。その試合で、ディグスは8回のキャッチで67ヤードを獲得している。シーズンを通して、彼は34キャッチで587ヤード、3タッチダウンを記録した。

### ジュニアシーズン (2014年)

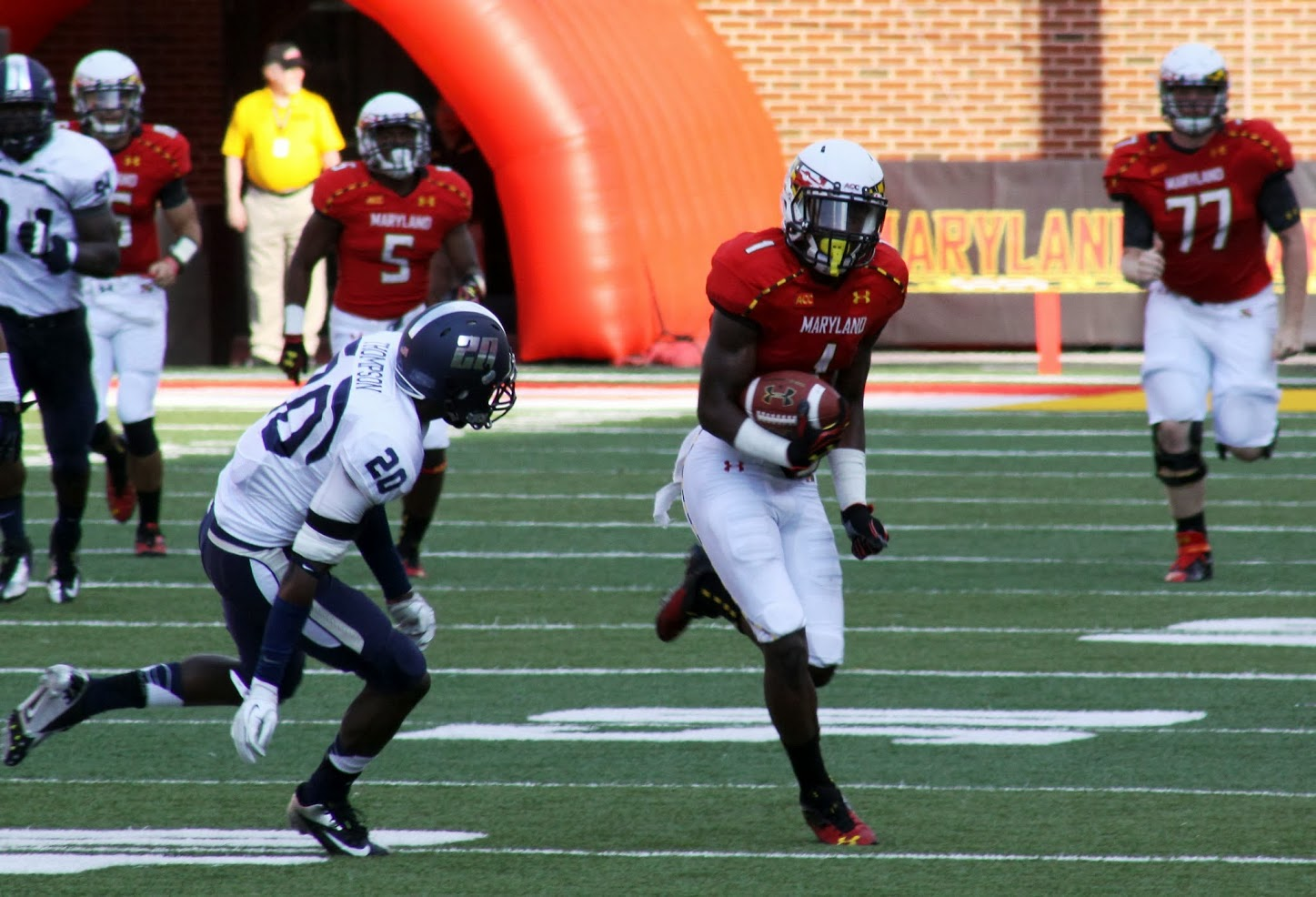
ディグスは、2013年9月7日のオールド・ドミニオン大学との対戦で33ヤードを獲得した。

ジュニアイヤーは、メリーランド大学での最後のシーズンで、ディグスは10試合に出場したが、怪我で再び試合に出場できなかった。彼はコーチからオール・ビッグテンのセカンドチームに入り、メディアからオール・ビッグテンの有力候補として取り上げられた。彼は、10試合で62回のキャッチ、792ヤード、5タッチダウンでチームをリードした。彼はシーズン中に3回の100ヤード越えのレシーブゲームを行い、カンファレンスで4位となった。彼は9月13日のウェストバージニア大学戦での77ヤードのタッチダウン (彼のキャリアの中で最長のタッチダウンレセプション) を含め、5回のボールキャリーで127 ヤードを記録した。彼は出場停止でミシガン州立大学の試合を欠場し、腎臓の裂傷のため、最後の2試合を欠場した。

### 大学での成績
| シーズン | チーム           | レシーブ | レシーブ   | レシーブ       | レシーブ | ラン | ラン       | ラン           | ラン | キックリターン | キックリターン | キックリターン | キックリターン | パントリターン | パントリターン | パントリターン | パントリターン |
| シーズン | チーム           | 回数     | 獲得ヤード | 平均獲得ヤード | TD       | 回数 | 獲得ヤード | 平均獲得ヤード | TD   | 回数           | 獲得ヤード     | 平均獲得ヤード | TD             | 回数           | 獲得ヤード     | 平均獲得ヤード | TD             |
| -------- | ---------------- | -------- | ---------- | -------------- | -------- | ---- | ---------- | -------------- | ---- | -------------- | -------------- | -------------- | -------------- | -------------- | -------------- | -------------- | -------------- |
| 2012     | メリーランド大学 | 54       | 848        | 15.7           | 6        | 20   | 114        | 5.7            | 0    | 25             | 713            | 28.5           | 2              | 22             | 221            | 10.0           | 0              |
| 2013     | メリーランド大学 | 34       | 587        | 17.3           | 3        | 7    | 45         | 6.4            | 0    | 12             | 281            | 23.4           | 0              | 2              | −1             | −0.5           | 0              |
| 2014     | メリーランド大学 | 62       | 792        | 12.8           | 5        | 5    | 28         | 5.6            | 0    | 20             | 478            | 23.9           | 0              | 0              | 0              | 0              | 0              |
| 合計     | 合計             | 150      | 2,227      | 14.8           | 14       | 32   | 187        | 5.8            | 0    | 57             | 1,472          | 25.8           | 2              | 24             | 220            | 9.2            | 0              |

## プロキャリア
ジュニアイヤーシーズンの後、ディグスはシニアイヤーシーズンをプレーせず、2015年のNFLドラフトへの参加を表明した。
| 身長                                                              | 体重           | 腕 の 長 さ       | 手 の 大 き さ | 40Yrd ダ ッ シ ュ | 10Yrd ス プ リ ッ ト | 20Yrd ス プ リ ッ ト | 20Yrd シ ャ ト ル | 3 コ 丨 ン ド リ ル | 垂 直 跳 び   | 立 ち 幅 跳 び     | ベ ン チ プ レ ス |
| ----------------------------------------------------------------- | -------------- | ----------------- | -------------- | ----------------- | -------------------- | -------------------- | ----------------- | ------------------- | ------------- | ------------------ | ----------------- |
| 6 ft 0 in (183 cm)                                                | 195 lb (88 kg) | 31+1⁄4 in (79 cm) | 10 in (25 cm)  | 4.46 s            | 1.53 s               | 2.58 s               | 4.11 s            | 7.03 s              | 35 in (89 cm) | 9 ft 7 in (2.92 m) | 11 回             |
| All values from NFL Combine, short shuttle and bench from Pro Day |                |                   |                |                   |                      |                      |                   |                     |               |                    |                   |

ディグズ（6フィート0インチで (1.83 m) 、 190ポンド (86 kg) ）は、 2015年のNFLコンバインの40ヤードダッシュで4.46 秒を記録した。彼は20ヤードシャトルを4.11秒で走り、60ヤードシャトルタイムは11.46秒だった。

### ミネソタ・バイキングス時代
ディグスは、2015年のNFLドラフトで5巡目全体146位指名をされ、バイキングスに入団した。彼は4年250万ドルのルーキー契約にサインした。

#### 2015年

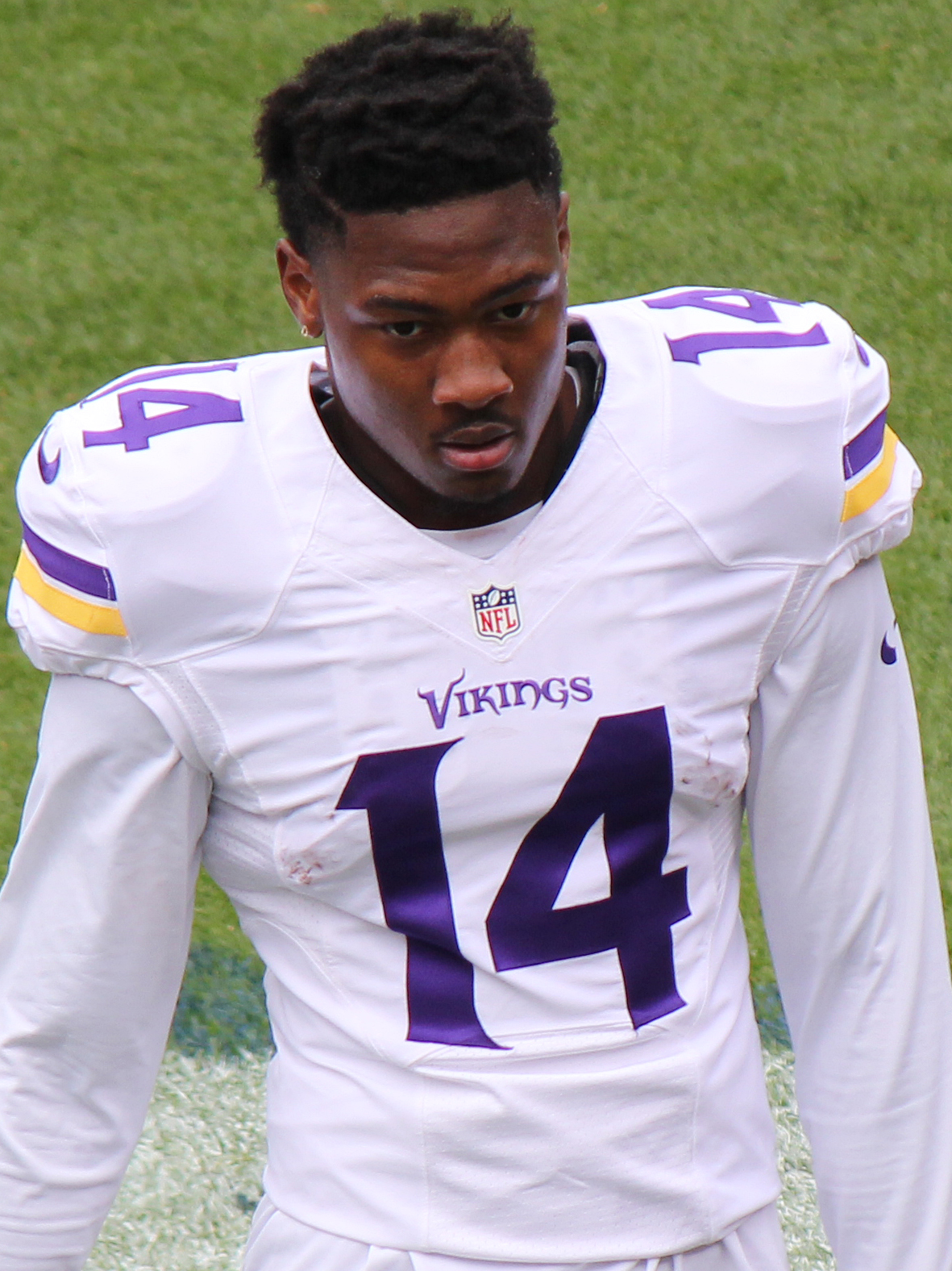
2015年のバイキングス時代のディグス

ディグスは、シーズンのバイキングの最初の3試合の間、インアクティブだった。彼は、レシーバーのチャールズ・ジョンソンとジャリウス・ライトが負傷したため、第4週のブロンコス戦で、出場の機会を得て、6回のキャッチ（10回のターゲット）でチーム最高の87ヤードを記録し、得たチャンスをものにした。ディッグスは、第7週のライオンズ戦では、チームメイトのマイク・ウォレスと逆サイドで、正式にワイドレシーバーとして先発出場した。ディグスは、2試合連続で100ヤード越えを記録し、6回のキャッチで108ヤードを記録した。第3クォーターに、ディグスはベテランコーナーバックのラシーン・マティスをダブルムーブで破り、36ヤードのタッチダウンキャッチをキャッチした。これは、彼のNFLキャリアの初のものであった。1998年のランディ・モス以来、ディグスは最初の100ヤード越えの試合を連続して記録した最初のバイキングスのルーキーであり、最初の3試合で80ヤード以上のレシーブヤードを記録した。ディグスの4試合でのヤード数は、1960 年以降の最初の4試合で、全NFL選手の中で2位にランクされ、これは2003年のアンクアン ・ボルディンの464ヤードに次ぐものである。
2016年1月19日、ディグスはプロフットボール・ライターズ・オブ・アメリカ(PFWA) の2015年のNFLオール・ルーキー・チームに指名された。2015年の最初の3試合がインアクティブであったにもかかわらず、ディグスは52回のキャッチでチームをリードし、720 ヤードを記録した。これは、当時レイダースのワイドレシーバーであった、アマリ・クーパー(1,070ヤード)に次いで、その年のルーキーによるパス獲得ヤードで2番目に多いものだった。

#### 2016年
9月11日の2016年シーズン開幕戦のタイタンズで、ディグスは7回のキャッチで103ヤードを記録し、チームをリードした。第 2 週のサンデーナイトフットボールのパッカーズ戦で、ディグスは活躍した。パッカーズのディフェンスプランがはまり、バイキングスのランゲームが機能しなくなると、ディグスは2年目のコーナーバックのダマリアス・ランドールのマンツーマンカバレッジを掻い潜って、攻撃の中心となり、バイキングスが17-14で勝利するのに重要な役割を果たした。パッカーズは、9回のキャッチで182ヤードを記録し、キャッチ数、パス獲得ヤードの両方でキャリア最高としてゲームを終えた。この試合は、サム・ブラッドフォードのバイキングスの選手としての最初の試合であり、チームにとっては新しいUSバンク・スタジアムでの最初の試合だった。彼はNFC・オフェンシブ・プレーヤー・オブ・ザ・ウィークに選ばれ、マイク・ジマーヘッド コーチの下で NFC・プレーヤー・オブ・ザ・ウィークを獲得した9人目のバイキングスの選手となった。 182ヤードと、第1週のタイタンズ戦での103ヤードのパフォーマンスを合わせたディグスは、チーム史上3番目のレシーバーとなり、シーズンの最初の2試合で連続して100ヤード越えの試合を記録し、ジーン・ワシントン（1969 年に152ヤードと172ヤード）とクリス・カーター（1997年に121ヤードと 107ヤード）と並んだ。第2週以降、ディグスはNFLのパス獲得ヤード数で首位に立った。第9週のライオンズ戦では、ディグスは自己ベストとなる13回のキャッチで80ヤードを記録し、ライオンズ戦でのキャッチ数でランディ・モスとパーシー・ハービン（それぞれ10回）を越した。彼の13回のキャッチ数は、11月の試合でほとんどのキャッチ数におけるチーム記録を樹立し、リッキー・ヤング（15）とクリス・カーター（14）に次ぐ歴代3位にランクインした。ディグスは、アダム・シーレンとともにレシーバーデュオを担い、2000年にランディ・モスとクリス・カーターが達成して以来、それぞれ900ヤードのバイキングスのワイドレシーバーのペアとなった。ディグスは、84回のキャッチで903ヤード、3タッチダウンでシーズンを終えた。彼の75%のキャッチ率は、2016年にNFLのワイドレシーバーの中で5位にランクされた。

#### 2017年

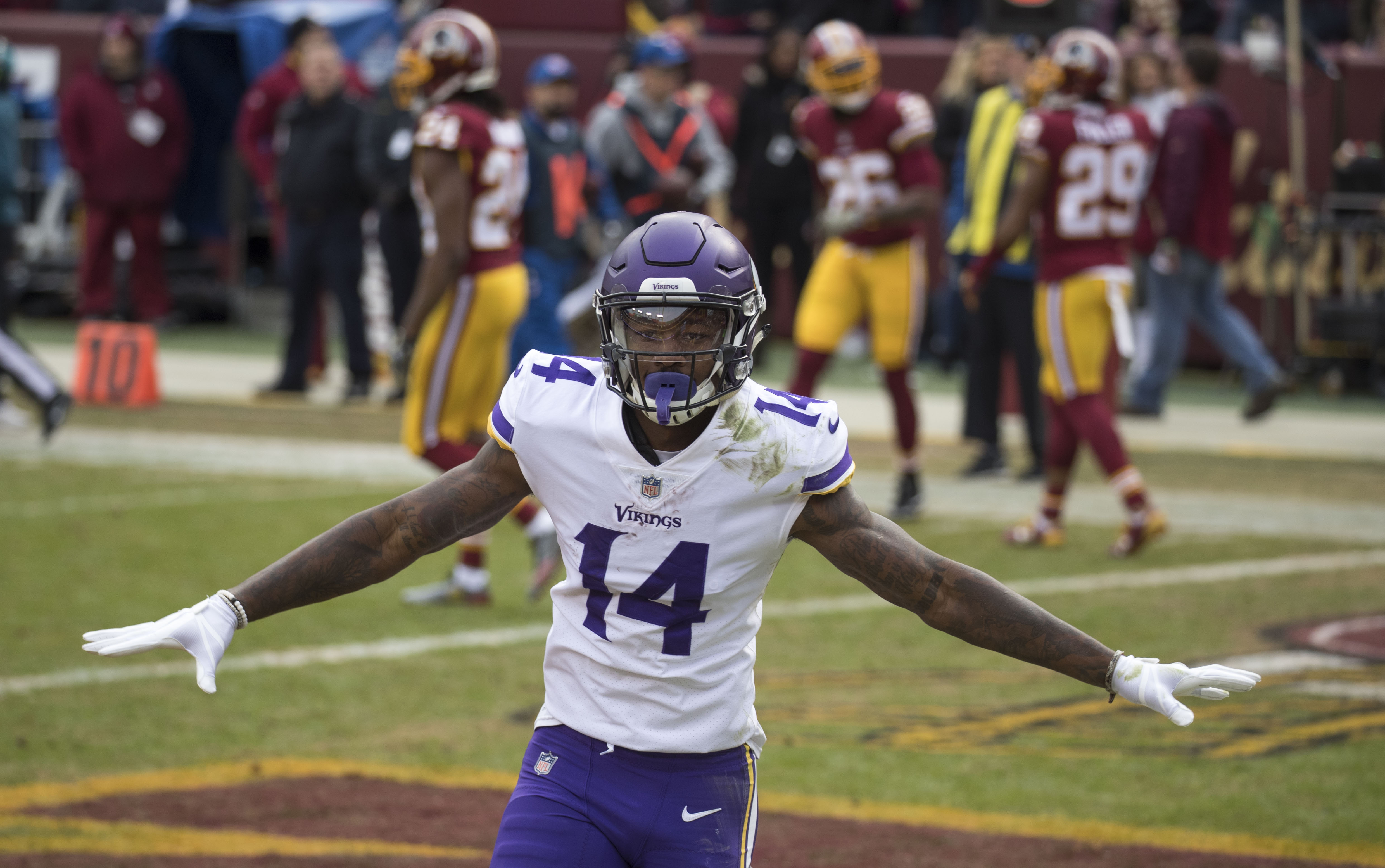
レッドスキンズ（現コマンダース）戦でタッチダウンを決めてセレブレーションをするディグス

第4週のライオンズ戦で98ヤードを獲得し、彼は1週から4週までの獲得ヤードでNFLをリードした。第5週のシカゴベアーズ戦では、ディグスは1回のキャッチで4ヤードしか記録せず、鼠径部の怪我でフィールドを去った。鼠蹊部の負傷により、ディグスは第6週のパッカーズ戦と第7週のレイブンズ戦の両方を欠場することとなった。14回の先発出場で、ディグスは849ヤードのパス獲得ヤードと8タッチダウンで、2017年のレギュラーシーズンを終えた。
バイキングスは 2017年シーズンを13勝3敗の記録で終え、プレーオフの第1ラウンドでNFC北地区を制し、ファーストラウンドバイを獲得した。NFCディビジョンラウンドのセインツ戦で、ディグスは137ヤードと1タッチダウンで終えた。第4クォーターの残り時間残り10秒で、ディッグスは61ヤードのタッチダウンを記録し、バイキングスに「ミネアポリスの奇跡」と呼ばれる29-24の奇跡の勝利をもたらした。NFCチャンピオンシップのイーグルス戦で、彼は8回のキャッチで70ヤードを記録したが、チームは38-7で敗北し、2017年シーズンを終えた。彼は2018年のNFLトップ100プレーヤーで65位にランクインした。

#### 2018年
2018年7月31日、ディグスは2023年シーズンまでの5年7200万ドルの契約にサインした。1週目のフォーティナイナーズ戦では、カーク・カズンズのバイキングスとして最初のタッチダウンパスをキャッチした。第2週のパッカーズパッカーズ戦では、29-29で引き分け、ディッグスは9回のキャッチで128ヤード、2タッチダウンを記録し、そのうち1つはキャリア最長の75ヤードのタッチダウンだった。
ディグスは2018年シーズンを102回のキャッチで1,021ヤード、9回のタッチダウンで終えた。ディグスとアダム・シーレンは、2000年のランディ・モスとクリス・カーター以来の、バイキングスに1,000ヤード以上を達成したレシーバーデュオとなった。

#### 2019年

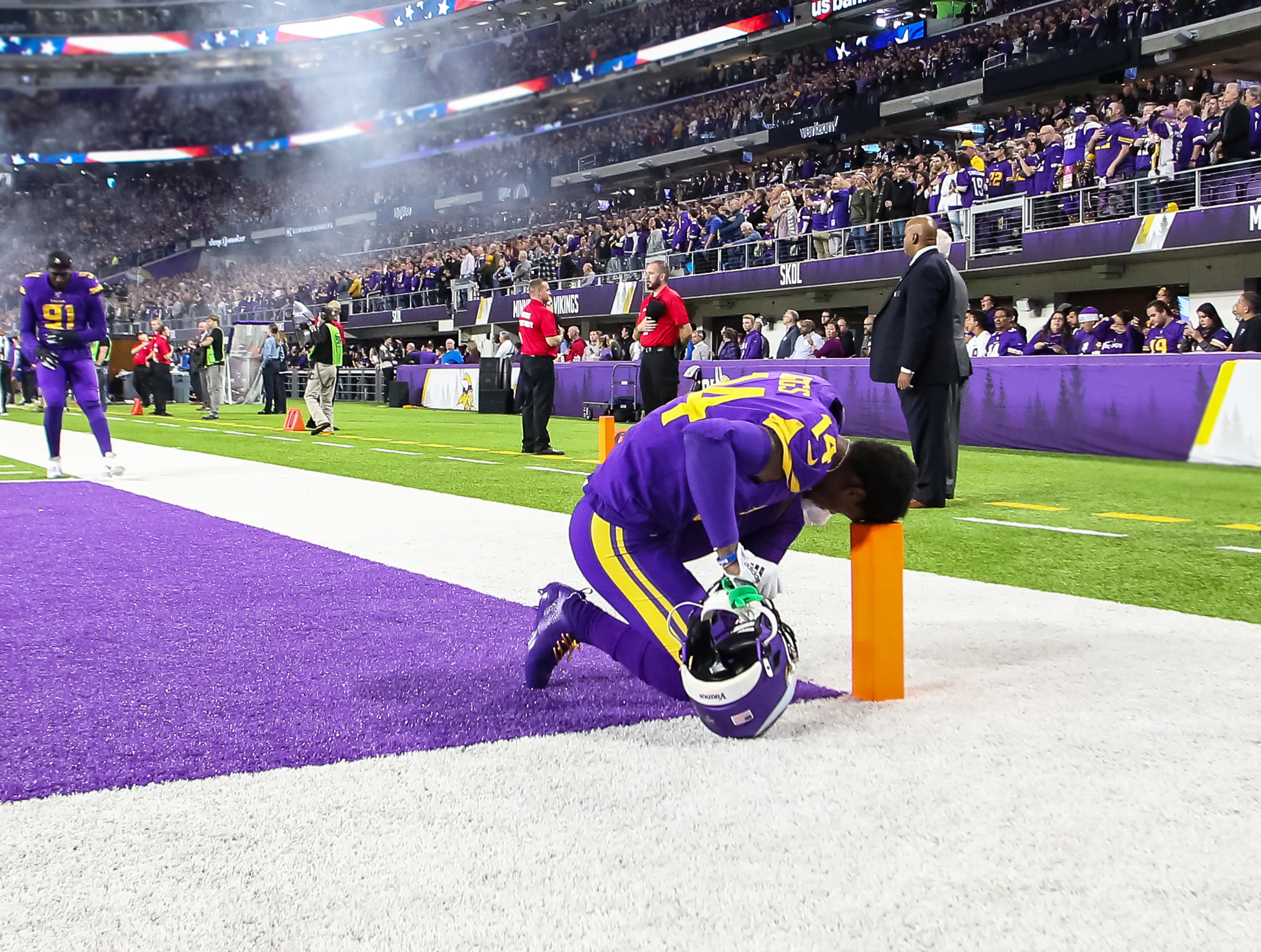
ワシントン・レッドスキンズ戦でのディグス

第6週のイーグルス戦では、ディグスはNFLベストヤードとキャリア最高の3タッチダウンを記録し、2005年のマーカス・ロビンソン以来の偉業を達成した最初のバイキングスのチームの一員となった。
ディグスは、63回のキャッチで1,130ヤード、6タッチダウンで2019年シーズンを終えた。
プレーオフのディビジョナルラウンドでのフォーティナイナーズ戦で、ディグスは2回のキャッチで41ヤードのタッチダウンレセプションを含む57ヤードを記録したが、チームは 27-10で敗北した。

### バッファロー・ビルズ時代

#### 2020年
2020年3月20日、ディグスは2020年の NFLドラフトの1巡目指名権 (ジャスティン ジェファーソン)、5、6巡目指名権、2021年の4巡目指名権と引き換えにバッファロー・ビルズにトレードされた。彼はすぐにビルズのクォーターバックのジョシュ・アレンと親密な関係を築き、9月13日のジェッツ戦でのビルズとしてのキャリアデビューで、ディグスは8回のキャッチで86ヤードを記録し、チームの27-17での勝利に貢献した。
バッファローの第13週のプライムタイムのフォーティーナイナーズ戦までの記録で、ディグスは3シーズン連続で1,000ヤードを越した。彼は、1シーズンのキャッチ数でちょうど100回を記録し、フランチャイズレコードにおいてエリック・モールドと並んだ。彼はまた、新しいチームで1シーズンに100回のキャッチを達成したNFL史上最速の選手となった 。16週目に、ディグスは1シーズンあたりの獲得ヤードにおいてエリック・モールドのフランチャイズ記録を破った。この功績により、彼はその週のAFCオフェンシブプレーヤー賞を獲得した。2020年のシーズンにディグスは127回のキャッチで1,535ヤードを記録し、どちらの値もNFLのレシーバーをリードした。ディグスはキャリア初のプロボウル入りを果たし、AP通信のオールプロチームのファーストチームに選ばれた。
プレーオフのワイルドカードラウンドでのコルツ戦で、ディグスは6回のキャッチで128ヤード、1タッチダウンを記録し、チームのディビジョンラウンド進出に貢献した。
ディビジョンラウンドでのレイブンズ戦で、ディグスは8回のキャッチで106ヤード、1タッチダウンを記録し、チームは17-3で勝利した。
AFCチャンピオンシップでのチーフスとの対決で、ディグスは6回のキャッチで77 ヤードを記録した。

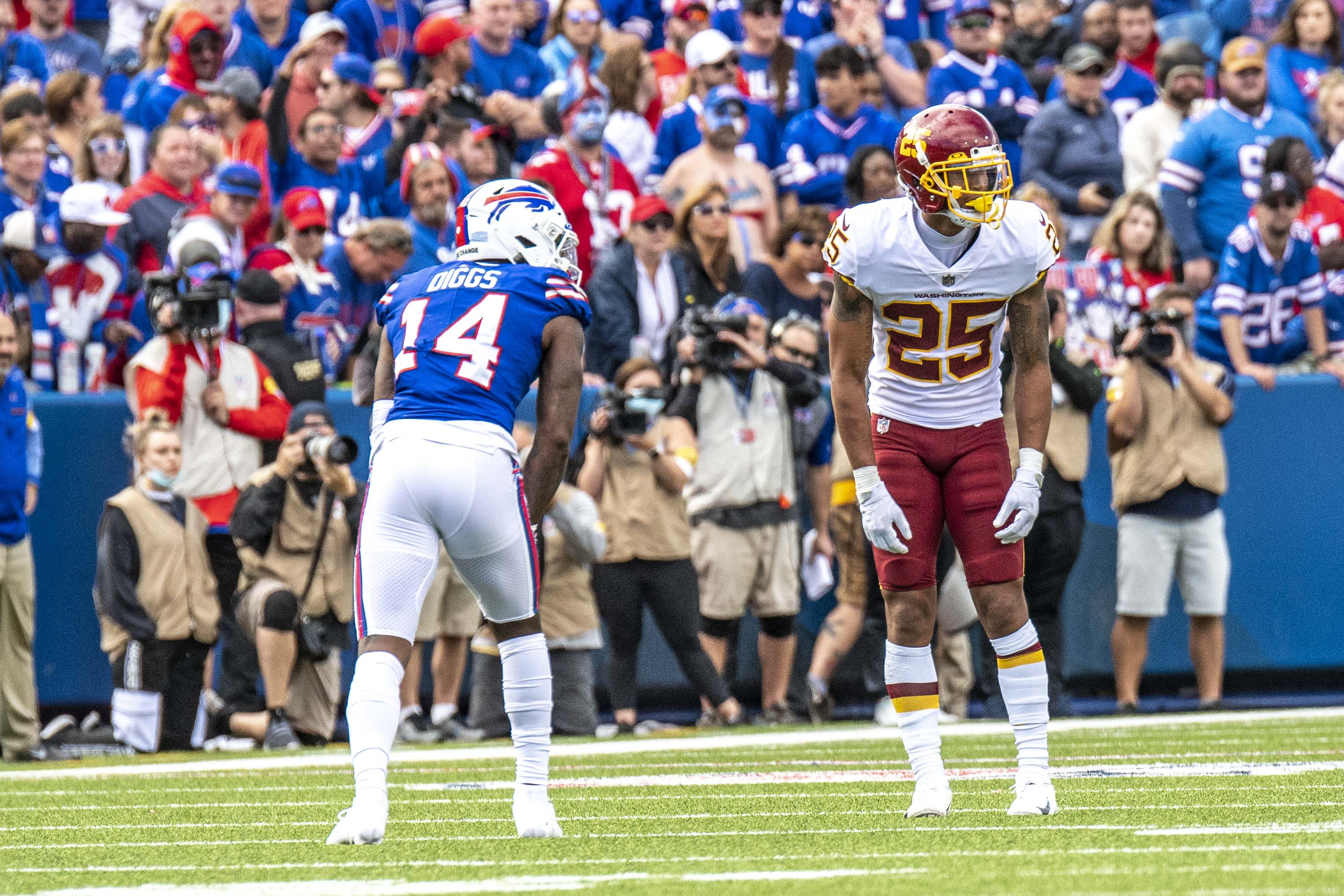
2021年にワシントン・フットボールチームのベンジャミン・サン ジュストと対戦するディグス

#### 2021年
オフシーズン中、ビルズはベテランワイドレシーバーのエマニュエル・サンダースと契約し、パスゲームでディグスの負担を減らすことを試みた。
ディグスは2021年シーズンを通して、1,225ヤードとキャリア最高の10 タッチダウンで終え、2年連続でプロボウルに選ばれた。

#### 2022年
2022年4月6日、ディグスはビルズと2026年シーズンまでの4年9600万ドルの契約延長にサインした。

### ヒューストン・テキサンズ
2024年4月3日、2024年ドラフトの6巡目および2025年ドラフトの5巡目選択権とともに、2025年ドラフトの2巡目選択権を代償としてヒューストン・テキサンズにトレードされた。

### ニューイングランド・ペイトリオッツ
2025年3月、ニューイングランド・ペイトリオッツと契約した 。

## NFLのキャリア成績

### レギュラーシーズン
| 年度     | チーム   | 背番号   | 試合 | 試合 | レシーブ | レシーブ   | レシーブ       | レシーブ       | レシーブ | ラン | ラン       | ラン           | ラン           | ラン | ファンブル | ファンブル |
| 年度     | チーム   | 背番号   | 出場 | 先発 | 回数     | 獲得ヤード | 平均獲得ヤード | 最長獲得ヤード | TD       | 回数 | 獲得ヤード | 平均獲得ヤード | 最長獲得ヤード | TD   | 回数       | ロスト     |
| -------- | -------- | -------- | ---- | ---- | -------- | ---------- | -------------- | -------------- | -------- | ---- | ---------- | -------------- | -------------- | ---- | ---------- | ---------- |
| 2015     | MIN      | 14       | 13   | 9    | 52       | 720        | 13.8           | 40             | 4        | 3    | 13         | 4.3            | 10             | 0    | 2          | 0          |
| 2016     | MIN      | 14       | 13   | 11   | 84       | 903        | 10.8           | 46             | 3        | 3    | 10         | 3.3            | 12             | 0    | 0          | 0          |
| 2017     | MIN      | 14       | 14   | 14   | 64       | 849        | 12.4           | 59             | 8        | 8    | 13         | 1.6            | 9              | 0    | 0          | 0          |
| 2018     | MIN      | 14       | 15   | 14   | 102      | 1,021      | 10.0           | 75T            | 9        | 10   | 62         | 6.2            | 20             | 0    | 0          | 0          |
| 2019     | MIN      | 14       | 15   | 15   | 63       | 1,130      | 17.9           | 66             | 6        | 5    | 61         | 12.2           | 27             | 0    | 4          | 3          |
| 2020     | BUF      | 14       | 16   | 16   | 127      | 1,535      | 12.1           | 55             | 8        | 1    | 1          | 1.0            | 1              | 0    | 0          | 0          |
| 2021     | BUF      | 14       | 17   | 17   | 103      | 1,225      | 11.9           | 61             | 10       | 0    | 0          | 0.0            | 0              | 0    | 1          | 0          |
| 2022     | BUF      | 14       | 16   | 16   | 108      | 1,429      | 13.2           | 53T            | 11       | 1    | -3         | -3.0           | -3             | 0    | 1          | 0          |
| 2023     | BUF      | 14       | 17   | 17   | 107      | 1,183      | 11.1           | 55T            | 8        | 1    | 5          | 5.0            | 5              | 0    | 2          | 1          |
| NFL：9年 | NFL：9年 | NFL：9年 | 136  | 128  | 1,178    | 9,995      | 12.3           | 75T            | 67       | 32   | 162        | 5.1            | 27             | 0    | 10         | 4          |

- 2023年度シーズン終了時
- 太字は自身最高記録
- ■はリーグ最高記録

### ポストシーズン
| 年度 | チーム | 試合 | 試合 | レシーブ | レシーブ   | レシーブ       | レシーブ       | レシーブ | ラン | ラン       | ラン           | ラン           | ラン | ファンブル | ファンブル |
| 年度 | チーム | 出場 | 先発 | 回数     | 獲得ヤード | 平均獲得ヤード | 最長獲得ヤード | TD       | 回数 | 獲得ヤード | 平均獲得ヤード | 最長獲得ヤード | TD   | 回数       | ロスト     |
| ---- | ------ | ---- | ---- | -------- | ---------- | -------------- | -------------- | -------- | ---- | ---------- | -------------- | -------------- | ---- | ---------- | ---------- |
| 2015 | MIN    | 1    | 1    | 4        | 26         | 6.5            | 9              | 0        | 1    | 6          | 6.0            | 6              | 0    | 0          | 0          |
| 2017 | MIN    | 2    | 2    | 14       | 207        | 14.8           | 61T            | 1        | 0    | 0          | 0.0            | 0              | 0    | 0          | 0          |
| 2019 | MIN    | 2    | 2    | 4        | 76         | 19.0           | 41             | 1        | 2    | 8          | 4.0            | 6              | 0    | 0          | 0          |
| 2020 | BUF    | 3    | 2    | 20       | 311        | 15.6           | 36             | 2        | 0    | 0          | 0.0            | 0              | 0    | 0          | 0          |
| 2021 | BUF    | 2    | 2    | 6        | 67         | 11.2           | 45             | 0        | 0    | 0          | 0.0            | 0              | 0    | 0          | 0          |
| 2022 | BUF    | 2    | 2    | 11       | 149        | 13.5           | 52             | 0        | 0    | 0          | 0.0            | 0              | 0    | 0          | 0          |
| 2023 | BUF    | 2    | 2    | 10       | 73         | 7.3            | 15             | 0        | 1    | 7          | 7.0            | 7              | 0    | 1          | 0          |
| 計   | 計     | 14   | 13   | 69       | 909        | 13.2           | 61T            | 4        | 4    | 21         | 5.3            | 7              | 0    | 1          | 0          |

- 2023年度シーズン終了時
- 太字は自身最高記録

## 私生活
ディグスには2人の弟、ダレズ・ディグスとトレイボン・ディグスがいる。トレイボンはNFLのダラス・カウボーイズでプレーしている。 ディグスの父アーロンは2008年1月にうっ血性心不全により39歳で亡くなり、当時14歳だった兄のステフォンは、弟たちの父親としての責任を負うこととなった。そして、ダレズはアラバマ大学バーミンガム校でプレーし、トレイボンはアラバマ大学でプレーした後、カウボーイズにドラフトされ、2022年にはステフォン、トレイボン兄弟共にプロボウル入りを果たした。